# Joseph Sobrier
Joseph Sobrier, né à Lyon le 6 juillet 1810 et mort à l'asile d'aliénés de Saint-Égrève le 21 novembre 1854, est un révolutionnaire français du XIXe siècle.

## Biographie
Fils de Jean Benoît Sobrier, un épicier lyonnais de la rue du Palais-Grillet, Joseph fut élevé par un oncle qui travaillait comme percepteur dans un village de l'Isère, ce qui a fait croire à certains auteurs que Sobrier était natif de ce département. Il avait un frère jumeau, Claude-Marie, qui mourut en bas âge le 10 janvier 1815.

Vivant dans l'aisance grâce à un héritage qui lui procurait près de huit-mille livres de rente, le jeune homme se rendit à Paris au début des années 1830 pour y étudier le droit. Il s'installa à l'hôtel Saint-Dominique, aux 173-175 de la rue Saint-Jacques.

Selon Marie d'Agoult, Sobrier aurait été « royaliste et bon catholique » avant de perdre la raison et de sombrer dans « une sorte d'illuminisme républicain » à la suite d'un grave accident. Désormais républicain avancé voire socialiste influencé par Buchez, Sobrier se mêla bientôt à des conspirateurs républicains tels que Godefroy Cavaignac et intégra vers 1833 la Société des droits de l'homme, dont il fut chef de section et commissaire de quartier dans le 12e arrondissement.
Arrêté et inculpé de complot le 27 mars 1834, alors que se préparaient les émeutes lyonnaise et parisienne du mois d'avril, il fut détenu à Sainte-Pélagie avant de comparaître devant la Cour des pairs, qui l'accusait d'avoir embauché des complices parmi les ouvriers et d'avoir distribué des armes et des munitions.

Il fut finalement mis hors de cause lors de l'audience du 24 janvier 1835, la Cour ayant prononcé un non-lieu en sa faveur.
Lors de la Révolution française de 1848, il prit part aux combats sur les barricades. Contrairement à ce qu'affirme Éliphas Lévi, qui l'avait rencontré vers 1839 dans l'atelier du Mapah, Sobrier n'est vraisemblablement pas l'auteur du coup de feu décisif du boulevard des Capucines (23 février) : cette action, longtemps attribuée à Charles Lagrange, serait plutôt l’œuvre de l'agitateur Pietri

Grâce à sa participation aux événements et à la protection de Ferdinand Flocon, rédacteur en chef de La Réforme puis membre du gouvernement républicain provisoire[Information douteuse], Sobrier fut délégué à la préfecture de police avec ses amis Marc Caussidière et Joseph Cahaigne. Terrassé par la fatigue, Sobrier dut cependant renoncer à ses fonctions dès le 26 février.

Dans les semaines qui suivirent, il obtint un appartement au 16 de la rue de Rivoli pour y installer le siège d'un club ainsi que les bureaux d'un nouveau journal de tendance socialiste fondé par Cahaigne, La Commune de Paris. Grâce à la complaisance de Caussidière et à la négligence de Lamartine (qui, selon Marie d'Agoult, souhaitait se servir de ce centre d'agitation), Sobrier y installa un dépôt d'armes et de munitions gardé par des « Montagnards » en uniforme.

Candidat aux élections d'avril, dont il avait demandé le report en participant aux manifestations du 17 mars, il sollicita notamment les voix des ouvriers lyonnais, auxquels il affirma avoir pris part à la première révolte des Canuts de 1831. Il remporta de nombreux suffrages (dont 20.403 dans le département de la Seine) mais n'obtint pas de siège à la Constituante, majoritairement composée de républicains plus modérés.

Lors de la manifestation du 15 mai 1848 qui dégénéra en intrusion dans l'Assemblée nationale, Sobrier figurait parmi les chefs des émeutiers. À la tête d'une trentaine de complices, il envahit le cabinet du ministère de l'Intérieur. Il fut arrêté par la garde nationale alors qu'il était en train de propager le bruit de la dissolution de l'Assemblée. Écroué au fort de Vincennes, il fut déféré en 1849 à la Haute Cour de justice de Bourges qui le condamna à sept ans d'emprisonnement.
Sobrier fut gracié par Napoléon III après avoir adressé à l'empereur une lettre dans laquelle il déclarait renoncer à ses combats politiques au vu des résultats du plébiscite ayant rétabli l'empire (8 janvier 1853). Libéré de la forteresse de Doullens, il s'installa quelque temps à Paris avant de retourner dans l'Isère. Ses problèmes de santé mentale ayant été aggravés par plus de quatre ans de détention, Sobrier fut interné à l'asile départemental d'aliénés de Saint-Robert à Saint-Égrève (près de Grenoble), où il mourut le 21 novembre 1854, à l'âge de 44 ans.